# Wilhelm Port
Wilhelm Port (* 16. März 1902 in Heidelberg; † 2. Oktober 1945 in Astrachan) war ein deutscher Bibliothekar.

## Wirken
Wilhelm Port studierte Klassische Philologie und Geschichte und promovierte 1924 an der Universität Heidelberg. Die Staatsprüfung für den höheren Schuldienst legte er 1925 ab. Im gleichen Jahr trat er an der Universitätsbibliothek Heidelberg in den wissenschaftlichen Bibliotheksdienst ein. Er starb nach Ende des Zweiten Weltkriegs in sowjetischer Kriegsgefangenschaft in Astrachan.
Port ist durch zahlreiche buchwissenschaftliche Veröffentlichungen besonders über den frühen Heidelberger Buchdruck hervorgetreten.

## Schriften
- Die Anordnung in Gedichtbüchern augusteischer Zeit. In: Philologus, N.F., Bd. 35 (1926), S. 280–308 u. 427–468 (Dissertation Universität Heidelberg).
- Zwei neue Gedichte Werners von Themar. In: Zeitschrift für die Geschichte des Oberrheins, Bd. 80 (1928), S. 428–430.
- Deutsche Akten über die Rückgabe der Bibliotheca Palatina durch den Vatikan im Jahre 1815/16. In: Neue Heidelberger Jahrbücher, N.F., Jg. 1929, S. 100–152.
- Neue Gedichte Adam Werners von Themar. In: Zeitschrift für die Geschichte des Oberrheins, Bd. 84 (1932), S. 304–308.
- Die Literatur zur griechischen und römischen Fabel in den Jahren 1925–1931/32. In: Jahresbericht über die Fortschritte der klassischen Altertumswissenschaft, Bd. 59 (1933), S. 63–94.
- Die Entwicklung des Buchdrucks in Heidelberg. In: Klimsch Druckereianzeiger, Jg. 62 (1935), H. 35, S. 812–820.
- Heidelberger Drucke früherer Jahrhunderte. In: Heidelberger Fremdenblatt, Jg. 1935, Nr. 14, S. 2–8.
- David Hoeschel und Hieronymus Commelinus. In: Neue Heidelberger Jahrbücher, N.F., Jg. 1936, S. 93–99.
- Hieronymus Commelinus, 1550–1597. Leben und Werk eines Heidelberger Drucker-Verlegers (= Sammlung bibliothekswissenschaftlicher Arbeiten, Bd. 47). Harrassowitz, Leipzig 1938 (Reprint: Kraus, Nendeln 1969)
- Griechische und römische Fabel. Bericht über das Schrifttum der Jahre 1932–1937. In: Jahresbericht über die Fortschritte der klassischen Altertumswissenschaft, Bd. 65 (1939), S. 1–29.
- Der Heidelberger Buchdruck in der ersten Hälfte des 16. Jahrhunderts. In: Neue Heidelberger Jahrbücher, N.F., Jg. 1940, S. 100–117.
- Buchdruckerschicksale am Oberrhein. Untersuchungen über die soziale und wirtschaftliche Lage oberrheinischer Drucker des 15. und 16. Jahrhunderts. In: Gutenberg-Jahrbuch, Jg. 1942/43, S. 126–140.
- Johann Mayer, ein reformierter Drucker des 16. Jahrhunderts. In: Zentralblatt für Bibliothekswesen, Bd. 39 (1942), H. 3/4, S. 140–155.